# Rhacochilus vacca
Rhacochilus vacca är en fiskart som först beskrevs av Girard, 1855.  Rhacochilus vacca ingår i släktet Rhacochilus och familjen Embiotocidae. IUCN kategoriserar arten globalt som livskraftig. Inga underarter finns listade i Catalogue of Life.